# Ядвігув (Лодзинське воєводство)
Ядвігув (пол. Jadwigów) — село в Польщі, у гміні Томашув-Мазовецький Томашовського повіту Лодзинського воєводства.
Населення — 206 осіб (2011).
У 1975-1998 роках село належало до Пйотрковського воєводства.

## Демографія
Демографічна структура станом на 31 березня 2011 року:
|          | Загалом | Допрацездатний вік | Працездатний вік | Постпрацездатний вік |
| -------- | ------- | ------------------ | ---------------- | -------------------- |
| Чоловіки | 99      | 13                 | 73               | 13                   |
| Жінки    | 107     | 22                 | 60               | 25                   |
| Разом    | 206     | 35                 | 133              | 38                   |